# Nautilocalyx villosus
Nautilocalyx villosus là một loài thực vật có hoa trong họ Tai voi. Loài này được (Kunth & C.D.Bouché) Sprague mô tả khoa học đầu tiên năm 1912.